# 福岡市立堤丘小学校
福岡市立堤丘小学校（ふくおかしりつ つつみがおかしょうがっこう）は、福岡県福岡市城南区堤一丁目にある公立小学校。

## 校勢
2016年5月1日現在
- 学級数 - 単式学級10学級、特別支援学級1学級
- 児童数 - 228人（うち特別支援学級3人）

## 沿革
- 1982年 - 福岡市立堤小学校、福岡市立長尾小学校から分離し開校

## 地理
城南区内の以下の地域が通学区である。
- 樋井川1丁目・2丁目
- 堤団地
- 堤1丁目・2丁目1,2番

通学区は城南区の東部にあり、UR賃貸住宅の堤団地・宝台団地を含みほぼ全域が団地や住宅地である。堤・片江・南片江・長尾・西長住小学校と校区が隣接する。
学校は油山観光道路の西鉄バス堤バス停付近の「堤丘小前」交差点から西の小道に入り、小高い丘を登った場所にある。学校の南側を福岡高速環状線が通っている。
中学校については、福岡市立長尾中学校の校区となる。

### 校区内の主な施設
- 慶光幼稚園
- 仁愛保育園
- 仁愛会仁愛保育園
- 堤団地
- 油山観光道路/福岡県道557号東油山唐人線
- 福岡外環状道路

## 校歌
- 作詞：米田玉穂
- 作曲：久木原栄一